# عبد الله بودهيش
عبد الله أحمد جاسم بودهيش (12 ديسمبر 1990) لاعب كرة قدم بحريني يلعب حاليا لصالح نادي الدرجة الأولى الحالة البحريني في مركز قلب الدفاع من 2016.

## الإنجازات

### البسيتين
- الدرجة الأولى (1): 2013